# جورجو اورسی
جورجو اورسی (ایتالیایی: Giorgio Ursi; ۱ سپتامبر ۱۹۴۳ – ۸ اکتبر ۱۹۸۲) دوچرخه‌سوار اهل ایتالیا بود.
وی در مسابقات کشوری و بین‌المللی در مجموع برندهٔ ۱ مدال نقره شده‌است.